# Sandy Posey
Sandra Lou Posey, detta Sandy (Jasper, 18 giugno 1944 – Lebanon, 20 luglio 2024), è stata una cantante statunitense, i cui brani più celebri furono Born a Woman (1966), Single Girl (1966) e I Take It Back (1967).

## Biografia
Sandra Lou Posey nacque il 18 giugno 1944 a Jasper, in Alabama.
Iniziò a cantare in tenera età esibendosi a Memphis e Nashville, facendosi rapidamente un nome come cantante turnista. Nel 1966 ottenne un contratto discografico con la MGM e ottenne il suo primo successo in classifica con Born a Woman (numero 12 negli Stati Uniti e numero 24 nel Regno Unito).
Dopo una mezza dozzina di successi in classifica e due album di canzoni pop in classifica, il suo successo diminuì e si ritirò dall'industria musicale nel 1968. Tuttavia, tornò nel 1971 rifacendosi alle sue radici country. Incise diversi dischi per la Columbia Records. Fu ancora presente nelle classifiche country diverse volte fino al 1980.
Morì a Lebanon, in Tennessee, il 20 luglio 2024 all'età di 80 anni. L'artista era da tempo affetta da demenza.

## Vita privata
Si sposò due volte. Dal primo matrimonio, terminato col divorzio, nacque una figlia.

## Discografia
- 1966 - Born a Woman
- 1967 - Single Girl
- 1967 - Sandy Posey Featuring "I Take It Back"
- 1967 - The Best of Sandy Posey
- 1968 - Looking at You
- 1968 - The Very Best of Sandy Posey
- 1972 - Why Don't We Go Somewhere and Love
- 1982 - Because of You
- 1994 - The Classic Gold Of Sandy Posey